# Tom Mueller
Tom Mueller (* říjen 1963) je americký raketový inženýr a odborník na raketové motory. Byl z jedním ze zakládajících zaměstnanců firmy SpaceX.
Je nejvíce známý svojí prací na raketových motorech SpaceX a motoru TR-106. Je považován za světovou špičku ve svém oboru a vlastní několik patentů.